# ОКК Шабац
Омладински кошаркашки клуб Шабац или скраћено ОКК Шабац или само Шабац је мушки професионални кошаркашки клуб , са седиштем у граду Шабац, Србија. Клуб се тренутно такмичи у другој регионалној лиги, у  дивизији "Запад".

## Тренери
- Милован Степандић (1980-1989)

## Трофеји и награде

### Трофеји
- Прва регионална лига Србије 
  - Победник (2): 2010-11, 2012-13